# Pharaphodius archettii
Pharaphodius archettii är en skalbaggsart som beskrevs av Müller 1942. Pharaphodius archettii ingår i släktet Pharaphodius och familjen Aphodiidae. Inga underarter finns listade i Catalogue of Life.